# Emsländische Kammer

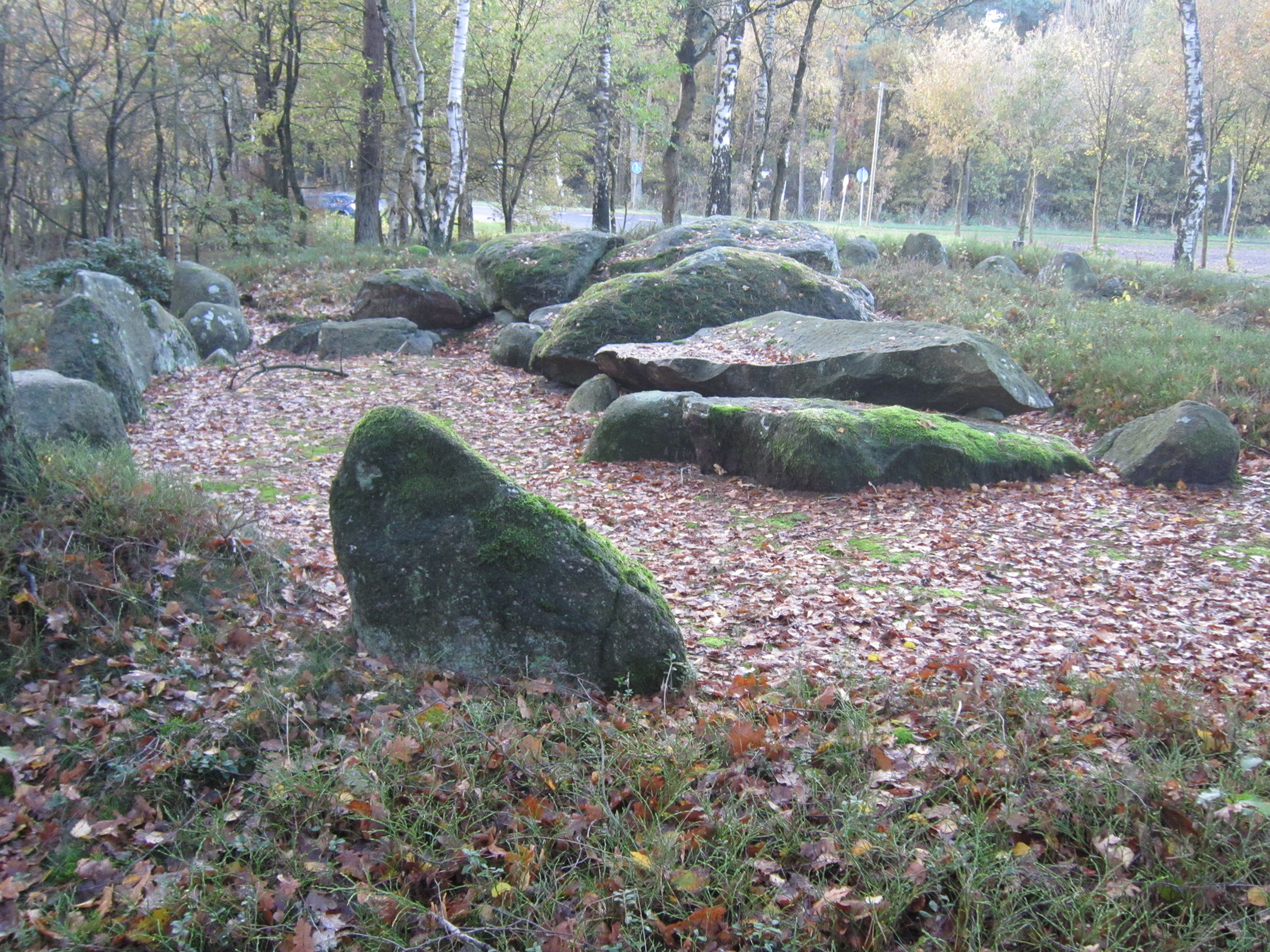
Beispiel einer emsländischen Kammer Großsteingräber bei den Düvelskuhlen

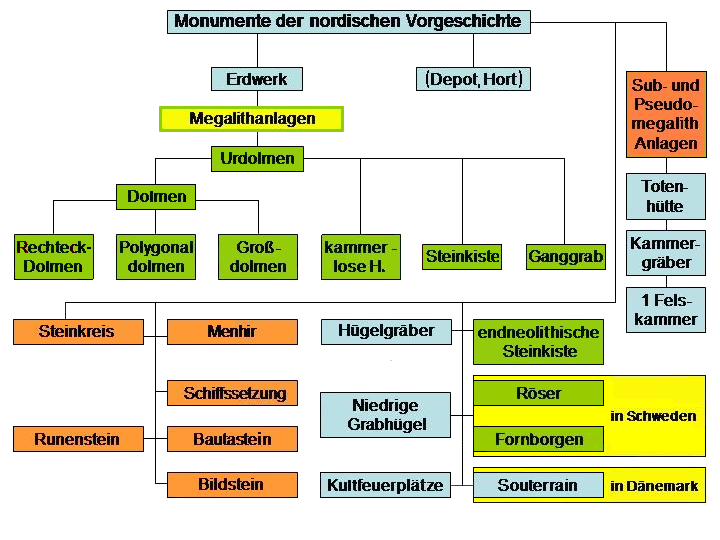
Nordische Megalitharchitektur

Emsländische Kammer ist die Bezeichnung für die Architektur von Megalithanlagen der Westgruppe der Trichterbecherkultur (TBK), die zwischen 3500 und 2800 v. Chr. entstanden sind und beiderseits der Ems, in der niederländischen Provinz Drenthe und im westlichen (primär auf dem Hümmling) und mittleren Niedersachsen (Wildeshauser Geest) vorkommen. Der Begriff betrifft die baulichen Merkmale von Ganggräbern. Das Ganggrab ist eine Bauform jungsteinzeitlicher Megalithanlagen, die aus einer Kammer und einem baulich abgesetzten, lateralen Gang besteht. Diese Form ist primär in Dänemark, Deutschland und Skandinavien sowie vereinzelt in Frankreich und den Niederlanden zu finden. Neolithische Monumente sind Ausdruck der Kultur jungsteinzeitlicher Gesellschaften. Ihre Entstehung und Funktion gelten als Kennzeichen der sozialen Entwicklung.
Das Gebiet zwischen Havelte im Westen, bei Damme im Osten, bei Ganderkesee im Norden und bei Rheine im Süden ist, was die Verteilung von Typen betrifft, in besonderer Weise nahezu frei von anderen Bauweisen. Im Bereich der Westgruppe der TBK gibt es in der Wildeshauser Geest oder nördlich von Papenburg eine im Wesentlichen andere als die in der Nordgruppe der TBK gebräuchliche Architektur. Der Raum um Osnabrück ist eine Mischregion. Die Architektur ist dabei losgelöst von den gruppenspezifischen Merkmalen der sie nutzenden TBK-Gruppe. Von diesen Anlagen sind zwischen Weser und Ems etwa 200 und in der Drenthe etwa 50 erhalten.

## Beschreibung
Für emsländische Kammern sind folgende Merkmale typisch:
- Die Anlagen sind ost-westlich ausgerichtet (Große Steine von Stenum, Dötlinger Steingrab). Eine Ausnahme macht Werpeloh V eines der Großsteingräber auf der Buschhöhe.
- Die Einfassung des Grabhügels erfolgte mitunter mit einem eng um die Kammer liegenden ovalen (oder doppeltovalen) oder an den Enden gerundeten Steinkranz.
- Die Kammern sind länger als im Verbreitungsgebiet der TBK ansonsten üblich (De hoogen Steener 28 m) mit bis zu 17 Decksteinen, deren Anzahl oft ungerade ist. Sie sind wenig eingetieft und vom Grundriss her doppelt trapezoid, wobei sich die (etwa zwei Meter) breiten Seiten der Trapeze in der Kammermitte treffen und beide Enden schmaler sind, während im übrigen Nordkreis die entgegensetzte Ausrichtung vorkommt.
- Der Zugang liegt an der Südseite, wo zumeist ein besonders großer Deckstein zugleich die Mitte der Anlage markiert. Die Gänge sind stets kurz.
- Kammern mit nur einem Deckstein kommen nicht vor.

Die wesentlichsten Abweichungen davon sind:
Die Ausrichtung kann nordost-südwestlich sein. Es gibt einzelne einseitig trapezoide, rechteckige, eingetiefte oder kurze Kammern (Teufelssteine). Gelegentlich in weiterem Abstand liegende Hügeleinfassungen und in zwei (erhaltenen) Fällen, enge aber als doppeltes Oval ausgeführte. In den Niederlanden fehlen fast sämtliche Einfassungen, so dass dort nur die sonstigen Kriterien feststellbar sind.
Eine andere Form stellt die Holsteiner Kammer dar, die als relativ kurze Kammer, mit oft außermittigem Zugang, innerhalb übergroßer (Visbeker Bräutigam 104 m) rechteckiger Einfassungen den so genannten Hünenbetten liegt.

## Weblink
- Großsteingräber-Route Emsland (Memento vom 30. September 2009 im Internet Archive)